# Saguinus martinsi
Saguinus martinsi és una espècie de mico de la família dels cal·litríquids que viu al Brasil.